# Thymus oehmianus
Thymus oehmianus — вид рослин родини глухокропивові (Lamiaceae), ендемік Північної Македонії. Вид був зображений на поштовій марці цієї країни.

## Поширення
Ендемік Північної Македонії.